# Axel Rylander
Johan Axel Rylander, född 8 februari 1865 i Fittja socken, död 23 februari 1900 på Södermalm i Maria Magdalena församling,Stockholm, var en svensk socialdemokratisk politiker, kooperatör och skribent.

## Biografi
Rylanders föräldrar var dragonen och arrendatorn Johan Samuel From och Carolina Rosling och då han föddes arrenderade fadern Hässle gård. Efter folkskolan hade Rylander tänkt att fortsätta studera, men efter moderns död medgav inte faderns ekonomi detta.
Rylander blev istället autodidakt och han reste till Stockholm där han 1883 fick anställning i manufakturfirman A Wallberg & son, först som lagerarbetare och sedan som kontorsvaktmästare. Genom kontakter med August Palm blev han socialist och 1885 medlem av Socialdemokratiska klubben. Snart fick han flera förtroendeuppdrag som sekreterare, kassör och redaktör inom rörelsen och en tid var han även agitator bland lantarbetarna. Under 1890-talet verkade Rylander som ordförande vid de flesta viktigare möten och konferenser som socialdemokraterna anordnade.
Han nominerades som riksdagskandidat 1890 tillsammans med Hjalmar Branting men avsade sig. Vid andrakammarvalet 1893 ställde han upp i tredje kretsen men fick endast 137 röster.

### Fackföreningsman
Rylander var 1889 med och bildade den första handelsarbetarefackföreningen i Sverige: Gross- och minuthandelsarbetareföreningen och var ordförande för denna i nästan ett decennium.

### Kooperatör
I sin strävan att höja arbetarnas bildning kom Rylander även i kontakt med den kooperativa rörelsen, framför i Belgien. Redan 1893 försökte han bilda en kooperativ förening i Stockholm, men det misslyckades först. Till sist bildades dock A.B. Arbetarnes konsumtionsförening 1895 och dess första butik öppnade 1897. Rylander blev föreningens föreståndare 1898. Han tog tillsammans med Gerhard Halfred von Koch initiativet till den kongress som resulterade i bildandet av Kooperativa förbundet 1899. Han sammanställde även förslaget till KF:s första stadgar. Han hade under flera år kontakt med konsumtionsföreningar runt om i landet och lämnade råd och upplysningar.
Rylander led av tuberkulos och det intensiva arbetet medverkade till att bryta ner hans krafter och han avled 1900 endast 35 år gammal.

### Skribent
Förutom en mängd artiklar i Social-Demokraten skrev Rylander även broschyrer i olika ämnen.